# Luck Ra
Juan Facundo Almenara Ordóñez (Córdoba, Argentina; 20 de febrero de 1999), conocido artísticamente como Luck Ra, es un cantante y streamer argentino. Empezó su carrera musical en 2017, subiendo canciones que a día de hoy están borradas de todas las redes donde fueron subidas, empezó a hacerse reconocido en la escena argentina del trap con su sencillo «No quiero más», publicado en YouTube el 23 de mayo de 2018, tema que luego hizo remix con Seven Kayne. 
Su canción más reproducida fue durante mucho tiempo «Te mentiría», subida a YouTube y Spotify el 19 de febrero de 2021, un sencillo que marcaria el tiempo muerto de su carrera donde no pudo publicar canciones por un problema que tuvo con su disquera Panter Music.Sin perjuicio de ese traspié, actualmente su canción más reproducida es «La morocha», que se logró con la colaboración del cantante BM; canción que estaría en la cima del ranking de Billboard Argentina durante varias semanas. En 2025 se desempeño como jurado en el reality show "La Voz Argentina" junto a Lali Espósito, Miranda y Soledad Pastorutti.

## Biografía
Juan Facundo nació el 20 de febrero de 1999, en Córdoba, Argentina, en el barrio Marqués de Sobremonte. Estudió en el colegio García Faure en el barrio de Alta Córdoba. En su infancia su sueño era ser futbolista, pero una lesión en las rodillas lo hizo cambiar de aspiración, empezó a inspirarle y generarle emoción e interés la música luego de haber jugado el Guitar Hero, pues, según dijo en una entrevista “Mi pasión posta por la música empezó cuando me compré el Guitar Hero”, era fan de bandas como los Red Hot Chili Peppers y el cantante Manu Chao, empezó a practicar guitarra y creó su propia banda de rock, Sueño Hindú, con la que tocó en recitales pequeños en la escena cordobesa.

## Carrera musical
Subió temas a YouTube los cuales a día de hoy están borrados de todas las redes, pero, su primer tema publicado vigente es "No Quiero Mas", sencillo lanzado el 23 de mayo de 2018. Posterior a este lanzamiento, tuvo una colaboración con Seven Kayne, otro reconocido artista, con el que hizo el remix de este tema.
En septiembre del mismo año se unió a Panter Music, un sello discográfico con el que estreno canciones como "Sola", "La Clave" con Kodigo, "Tony Love Remix" con Peke77 y Tobi, y etc. El más reconocido de todos estos temas que subió con Panter fue el de Sola, donde arrojó por error en medio de la grabación del videoclip, su celular, esto quedando grabado en el video subido a YouTube.
Luego de diversos problemas con su disquera con referencia a falta de pagos con pertinencia, malos tratos y demás, en 2019 seguiría con su carrera, pero ahora independientemente, primero haciendo en conjunto con Rusherking el remake de "Ya no me extrañas", tema que, su versión original fue borrada, pero parcialmente encontrada. Estando ahora en YouTube y Spotify solo la versión en colaboración con Luck Ra, siendo esta canción un éxito, entrando en las tendencias de varios países con este lanzamiento.
Siguiendo su carrera como solista, en febrero sacó su sencillo "Fuego" en colaboración de nuevo con Rusherking, continuado el 31 de mayo con su lanzamiento "Me Gusta", inspirado en "Me Gustas Tu" de Manu Chao, teniendo este tema un recibimiento muy bueno por parte de sus oyentes, lo mismo que "Salud", salida en septiembre, y luego en octubre "NA NANA".
El 22 de diciembre, finalmente, salió una de sus canciones más exitosas, el remix de "Odio Amarte" junto con Lautaro López, tema que también salió en tendencias y es a día de hoy, uno de los más reconocidos de la carrera de Luck Ra. Acaba de sacar un remix de "te mentiría" con Rusherking.
El 6 de septiembre de 2021 estreno la canción "El campeón", canción oficial de Argentina en la Copa América 2021. En la previa del partido Argentina/Bolivia, la presentó junto con Jimena Barón.
En 2023 publicaría la canción "La Morocha", en colaboración con el cantante BM. El hit alcanzó rápidamente las millones de reproducciones en las plataformas de música y logró colocarse en la cima del podio de Billboard Argentina durante varias semanas. Además, obtuvo reconocimiento popular como "la canción del verano 2024".

## Discografía
- 2024: Que nos falte todo
- 2025: Que sed

## Filmografía

### Televisión
- 2023: Bailando 2023 (concursante invitado)
- 2025: La Voz Argentina (coach)

## Giras musicales
- El baile del año Tour (2024-2025)[10]

## Premios y nominaciones
| Premio                     | Año  | Categoría                         | Trabajo nominado                                                   | Resultado | Ref.          |
| -------------------------- | ---- | --------------------------------- | ------------------------------------------------------------------ | --------- | ------------- |
| Kids' Choice Awards México | 2024 | Celebridad argentina              | Luck Ra                                                            | Nominado  | [ 11 ]        |
| MTV Europe Music Awards    | 2024 | Mejor artista latinoamericano sur | Luck Ra                                                            | Nominado  | [ 12 ]        |
| Premios Carlos Gardel      | 2023 | Mejor canción de cuarteto         | «Ya no vuelvas (versión cuarteto)» (con La K'onga y Ke Personajes) | Ganador   | [ 13 ]        |
| Premios Carlos Gardel      | 2024 | Canción del año                   | «La morocha» (con BM)                                              | Nominado  | [ 14 ] [ 15 ] |
| Premios Carlos Gardel      | 2024 | Grabación del año                 | «La morocha» (con BM)                                              | Nominado  | [ 14 ] [ 15 ] |
| Premios Carlos Gardel      | 2024 | Mejor canción de cuarteto         | «La morocha» (con BM)                                              | Ganador   | [ 14 ] [ 15 ] |
| Premios Carlos Gardel      | 2024 | Mejor canción de cuarteto         | «Si pudiera» (con La K'onga y El Vecino)                           | Nominado  | [ 14 ] [ 15 ] |
| Premios Carlos Gardel      | 2024 | Mejor colaboración                | «Que me falte todo» (con Abel Pintos)                              | Nominado  | [ 14 ] [ 15 ] |
| Premios Carlos Gardel      | 2025 | Canción del año                   | «Luck Ra: BZRP Music Sessions, Vol. 61» (con Bizarrap)             | Nominado  | [ 16 ] [ 17 ] |
| Premios Carlos Gardel      | 2025 | Canción del año                   | «Hola perdida» (con Khea)                                          | Nominado  | [ 16 ] [ 17 ] |
| Premios Carlos Gardel      | 2025 | Mejor colaboración                | «Hola perdida» (con Khea)                                          | Nominado  | [ 16 ] [ 17 ] |
| Premios Carlos Gardel      | 2025 | Mejor colaboración                | «Luck Ra: BZRP Music Sessions, Vol. 61» (con Bizarrap)             | Nominado  | [ 16 ] [ 17 ] |
| Premios Carlos Gardel      | 2025 | Grabación del año                 | «Luck Ra: BZRP Music Sessions, Vol. 61» (con Bizarrap)             | Nominado  | [ 16 ] [ 17 ] |
| Premios Carlos Gardel      | 2025 | Mejor canción de cuarteto         | «Luck Ra: BZRP Music Sessions, Vol. 61» (con Bizarrap)             | Nominado  | [ 16 ] [ 17 ] |
| Premios Carlos Gardel      | 2025 | Mejor canción de cuarteto         | «Mil preguntas» (con Q' Lokura)                                    | Nominado  | [ 16 ] [ 17 ] |
| Premios Carlos Gardel      | 2025 | Mejor canción de cuarteto         | «Hola perdida» (con Khea)                                          | Ganador   | [ 16 ] [ 17 ] |
| Premios Carlos Gardel      | 2025 | Mejor álbum de cuarteto           | Que nos falte todo                                                 | Ganador   | [ 16 ] [ 17 ] |
| Premios Ídolo              | 2024 | Ídolo musical                     | Luck Ra                                                            | Ganador   | [ 18 ] [ 19 ] |
| Premios Ídolo              | 2024 | Canción más viral                 | «La morocha» (con BM)                                              | Nominado  | [ 18 ] [ 19 ] |
| Premios Ídolo              | 2024 | Canción más viral                 | «Hola perdida» (con Khea)                                          | Ganador   | [ 18 ] [ 19 ] |
| Premios Juventud           | 2024 | La nueva generación masculina     | Luck Ra                                                            | Nominado  | [ 20 ]        |
| Premios Konex              | 2025 | Tropical                          | Luck Ra                                                            | Ganador   | [ 21 ]        |
| Premios MTV Miaw           | 2024 | Epik Kiss del año                 | Luck Ra y La Joaqui                                                | Nominado  | [ 22 ]        |
| Premios Quiero             | 2024 | Mejor encuentro extraordinario    | «Un siglo sin ti» (con Chayanne)                                   | Nominado  | [ 23 ] [ 24 ] |
| Premios Quiero             | 2024 | Mejor video del año               | «Hola perdida» (con Khea)                                          | Ganador   | [ 23 ] [ 24 ] |
| Premios Quiero             | 2024 | Mejor video pop                   | «Hola perdida» (con Khea)                                          | Ganador   | [ 23 ] [ 24 ] |